# Kính hiển vi điện tử

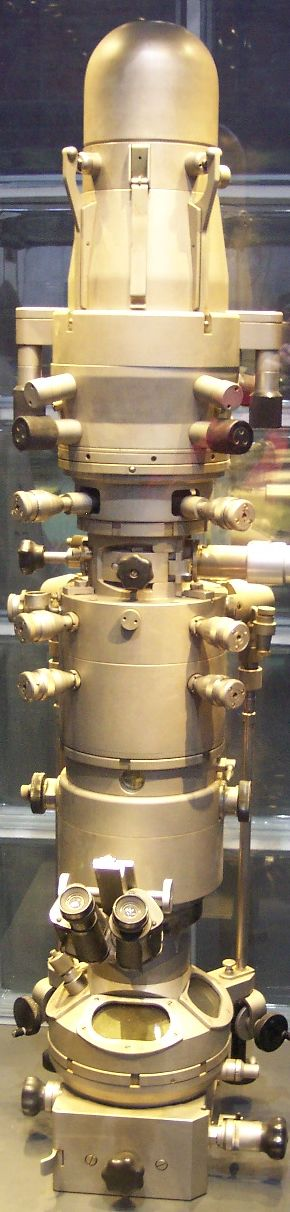
Kính hiển vi điện tử truyền qua

Kính hiển vi điện tử là tên gọi chung của nhóm thiết bị quan sát cấu trúc vi mô của vật rắn, hoạt động dựa trên nguyên tắc sử dụng sóng điện tử được tăng tốc ở hiệu điện thế cao để quan sát (khác với kính hiển vi quang học sử dụng ánh sáng khả kiến để quan sát).
|  |  |

Đôi khi, thuật ngữ "kính hiển vi điện tử" còn được dùng cho nhóm kính hiển vi khác sử dụng chùm ion để quan sát (ví dụ như kính hiển vi heli, kính hiển vi chùm ion...), nhưng cách dùng này không hoàn toàn chính xác.
(Bài viết còn sơ khai, cần hoàn thiện thêm)
Hai loại kính hiển vi điện tử phổ biến nhất hiện nay:
- Kính hiển vi điện tử truyền qua (tiếng Anh: Transmission Electron Microscope, viết tắt là TEM).
- Kính hiển vi điện tử quét (tiếng Anh: Scanning Electron Microscope, viết tắt SEM).

## Lịch sử:
Trong những năm 20 của thế kỷ XX, có 2 trong số các thành tựu khoa học đã tạo tiền để cho sự ra đời của kính hiển vi điện tử:
- Bằng thực nghiệm đã chứng minh sự đúng đắn của thuyết De Broglie (1924) về tính chất sóng của hạt chuyển động.
- Năm 1926, H.Busch đã chứng minh có thể dùng điện từ trường để điều khiển chùm tia điện tử đang chuyển động. Tác dụng điều khiển của điện từ trường đối với chùm điện tử đang chuyển động giống tác dụng của thấu kính thủy tinh với ánh sáng khả kiến.
Năm 1928 - 1929, H.Busch và E.Ruska đã đề suất nghiên cứu thấu kính điện từ (tiếng Anh: electromagnetic lense) bao gồm nguyên lý hoạt động, thiết kế chế tạo. Năm 1932 công bố phác thảo kính hiển vi điện tử đầu tiên. Năm 1938, E.Ruska và Van Borries đã thiết kế và chế tạo thành công một kính hiển vi điện tử cho hãng Siemens&Halske.
Độc lập với nhóm nghiên cứu trên, năm 1939, dưới sự lãnh đạo của các chuyên gia như E.F.Burton, A.Prebus và J.Hillier, tại trường Toronto (Canada) đã cho ra đời kính hiển vi điện tử với các thấu kính điện từ.
Ban đầu do sử dụng những thành tựu của khoa học và công nghệ cũ (trước chiến tranh thế giới thứ 2), các kính hiển vi điện tử truyền qua (tiếng Anh: Transmission Electron Microscope, viết tắt là TEM) có khả năng phân giải bé hơn 2 nanomet (nm). Thời bấy giờ kính hiển vi tốt nhất chỉ đạt độ phân giải 150 nm.
Sau khi R.Heidenreich bằng phương pháp gia công đã tạo được những lá nhôm đủ mỏng (~1000 nm) để chùm điện tử với điện thế gia tốc 100kv có thể xuyên qua được đã mở ra hướng mới sử dụng kính hiển vi điện tử để nghiên cứu vật liệu.

Năm 1994, 2 hãng điện tử Japan Electron Optical Laboratory (JEOL) và Hitachi đã nghiên cứu chế tạo kính hiển vi điện tử JEM-ARM 1250 
(ARM: Atomic Resolution Microscope) có điện thế gia tốc 1250kv, đạt độ phân giải 0,105 nm